# Fronville (Luxemburg)
Fronville is een plaats en deelgemeente van de gemeente Hotton in de Belgische provincie Luxemburg. Tot 1 januari 1977 was Fronville een zelfstandige gemeente die behoorde tot de provincie Namen. Ze werd opgericht ten tijde van het Franse Regime door het samenvoegen van de dorpen Deulin, Fronville, Monteuville, Monville en Noiseux, dat in 1812 afgesplitst werd tot een zelfstandige gemeente.

## Demografische ontwikkeling
- Bronnen:NIS, Opm:1831 tot en met 1970=volkstellingen, 1976= inwoneraantal op 31 december/small>

Deelgemeenten: Fronville · Hampteau · Hotton · Marenne

Overige dorpen: Bourdon · Deulin · Fasol · Melreux · Menil-Favay · Monville · Monteuville · Ny · Werpin

Belgische gemeenten · Arrondissement Marche-en-Famenne · Luxemburg · Wallonië